# 4e étape du Tour de France 2013
Pour un article plus général, voir Tour de France 2013.
La 4e étape du Tour de France 2013 s'est déroulée le mardi 2 juillet 2013. L'étape se court sous la forme d'un contre-la-montre par équipes qui part de Nice et arrive également à Nice.

## Parcours
Cette première étape continentale est un contre-la-montre de 25 km, empruntant la Promenade des Anglais, à Nice, dans les deux sens de circulation, via les bords du Var.

## Déroulement de la course
À 15h15, la première formation s'élance pour ce contre-la-montre par équipes de 25 km. Il s'agit de l'équipe Argos-Shimano qui réalisera d'ailleurs le plus mauvais temps de la journée. C'est ensuite l'équipe Omega Pharma-Quick Step qui s'avance sur le parcours. Elle réalise alors un temps remarquable (25 min 57 s pour une vitesse moyenne de 57,8 km/h) qui ne sera pas battu par des équipes pourtant spécialistes de cette épreuve particulière telles que les formations Sky et Garmin-Sharp. À la surprise générale, c'est l'équipe Orica-GreenEDGE qui réussira à améliorer le temps de référence pour 75 centièmes de secondes. La formation RadioShack-Leopard termine 29 secondes derrière l'équipe Orica-GreenEDGE permettant à Simon Gerrans de s'emparer du maillot jaune au détriment de Jan Bakelants.
Il est à noter que, lors de cette quatrième étape, l'équipe Saxo-Tinkoff termine seulement 6 secondes derrière la Sky permettant à Alberto Contador de rester au contact de Christopher Froome au classement général. Cadel Evans (BMC Racing) réalise en revanche une mauvaise opération en perdant 23 secondes par rapport à Christopher Froome...

## Résultats

### Classement de l'étape
| Classement de la 4e étape | Classement de la 4e étape | Classement de la 4e étape | Classement de la 4e étape | Classement de la 4e étape |
|                           | Équipes                   | Pays                      |                           | Temps                     |
| ------------------------- | ------------------------- | ------------------------- | ------------------------- | ------------------------- |
| Vainqueur                 | Orica-GreenEDGE           | Australie                 | en                        | 25 min 56 s               |
| 2e                        | Omega Pharma-Quick Step   | Belgique                  | +                         | 1 s                       |
| 3e                        | Sky                       | Royaume-Uni               |                           | 3 s                       |
| 4e                        | Saxo-Tinkoff              | Danemark                  |                           | 9 s                       |
| 5e                        | Lotto-Belisol             | Belgique                  |                           | 17 s                      |
| 6e                        | Garmin-Sharp              | États-Unis                |                           | 17 s                      |
| 7e                        | Movistar                  | Espagne                   |                           | 19 s                      |
| 8e                        | Lampre-Merida             | Italie                    |                           | 25 s                      |
| 9e                        | BMC Racing                | États-Unis                |                           | 26 s                      |
| 10e                       | Katusha                   | Russie                    |                           | 28 s                      |
| modifier                  |                           |                           |                           |                           |

### Classement intermédiaire
| Classement intermédiaire à Nice (km 13) | Classement intermédiaire à Nice (km 13) | Classement intermédiaire à Nice (km 13) | Classement intermédiaire à Nice (km 13) | Classement intermédiaire à Nice (km 13) |
|                                         | Équipes                                 | Pays                                    |                                         | Temps                                   |
| --------------------------------------- | --------------------------------------- | --------------------------------------- | --------------------------------------- | --------------------------------------- |
| 1re                                     | Omega Pharma-Quick Step                 | Belgique                                | en                                      | 13 min 16 s                             |
| 2e                                      | Saxo-Tinkoff                            | Danemark                                | +                                       | 1 s                                     |
| 3e                                      | Orica-GreenEDGE                         | Australie                               |                                         | 3 s                                     |
| 4e                                      | Garmin-Sharp                            | États-Unis                              |                                         | 4 s                                     |
| 5e                                      | Sky                                     | Royaume-Uni                             |                                         | 5 s                                     |
| 6e                                      | Movistar                                | Espagne                                 |                                         | 8 s                                     |
| 7e                                      | BMC Racing                              | États-Unis                              |                                         | 8 s                                     |
| 8e                                      | Lotto-Belisol                           | Belgique                                |                                         | 8 s                                     |
| 9e                                      | RadioShack-Leopard                      | Luxembourg                              |                                         | 11 s                                    |
| 10e                                     | Katusha                                 | Russie                                  |                                         | 11 s                                    |
| modifier                                |                                         |                                         |                                         |                                         |

## Classements à l'issue de l'étape

### Classement général
| Classement général | Classement général   | Classement général | Classement général      | Classement général  |
|                    | Coureur              | Pays               | Équipe                  | Temps               |
| ------------------ | -------------------- | ------------------ | ----------------------- | ------------------- |
| 1er                | Simon Gerrans        | Australie          | Orica-GreenEDGE         | en 12 h 47 min 24 s |
| 2e                 | Daryl Impey          | Afrique du Sud     | Orica-GreenEDGE         | + 0 s               |
| 3e                 | Michael Albasini     | Suisse             | Orica-GreenEDGE         | + 0 s               |
| 4e                 | Michał Kwiatkowski   | Pologne            | Omega Pharma-Quick Step | + 1 s               |
| 5e                 | Sylvain Chavanel     | France             | Omega Pharma-Quick Step | + 1 s               |
| 6e                 | Edvald Boasson Hagen | Norvège            | Sky                     | + 3 s               |
| 7e                 | Christopher Froome   | Royaume-Uni        | Sky                     | + 3 s               |
| 8e                 | Richie Porte         | Australie          | Sky                     | + 3 s               |
| 9e                 | Nicolas Roche        | Irlande            | Saxo-Tinkoff            | + 9 s               |
| 10e                | Roman Kreuziger      | Tchéquie           | Saxo-Tinkoff            | + 9 s               |
| modifier           |                      |                    |                         |                     |

### Classement par points
| Classement par points | Classement par points | Classement par points | Classement par points | Classement par points |
| --------------------- | --------------------- | --------------------- | --------------------- | --------------------- |
|                       | Coureur               | Pays                  | Équipe                | Point(s)              |
| 1er                   | Peter Sagan           | Slovaquie             | Cannondale            | 74 points             |
| 2e                    | Marcel Kittel         | Allemagne             | Argos-Shimano         | 57 pts                |
| 3e                    | Alexander Kristoff    | Norvège               | Katusha               | 48 pts                |
| modifier              |                       |                       |                       |                       |

### Classement du meilleur grimpeur
| Classement du meilleur grimpeur | Classement du meilleur grimpeur | Classement du meilleur grimpeur | Classement du meilleur grimpeur | Classement du meilleur grimpeur |
| ------------------------------- | ------------------------------- | ------------------------------- | ------------------------------- | ------------------------------- |
|                                 | Coureur                         | Pays                            | Équipe                          | Point(s)                        |
| 1er                             | Pierre Rolland                  | France                          | Europcar                        | 10 points                       |
| 2e                              | Simon Clarke                    | Australie                       | Orica-GreenEDGE                 | 5 pts                           |
| 3e                              | Blel Kadri                      | France                          | AG2R La Mondiale                | 5 pts                           |
| modifier                        |                                 |                                 |                                 |                                 |

### Classement du meilleur jeune
| Classement général du meilleur jeune | Classement général du meilleur jeune | Classement général du meilleur jeune | Classement général du meilleur jeune | Classement général du meilleur jeune |
|                                      | Coureur                              | Pays                                 | Équipe                               | Temps                                |
| ------------------------------------ | ------------------------------------ | ------------------------------------ | ------------------------------------ | ------------------------------------ |
| 1er                                  | Michał Kwiatkowski                   | Pologne                              | Omega Pharma-Quick Step              | en 12 h 47 min 25 s                  |
| 2e                                   | Andrew Talansky                      | États-Unis                           | Garmin-Sharp                         | + 16 s                               |
| 3e                                   | Nairo Quintana                       | Colombie                             | Movistar                             | + 19 s                               |
| modifier                             |                                      |                                      |                                      |                                      |

### Classement par équipes
| Classement par équipes | Classement par équipes | Classement par équipes | Classement par équipes |
|                        | Équipe                 | Pays                   | Temps                  |
| ---------------------- | ---------------------- | ---------------------- | ---------------------- |
| 1re                    | Orica-GreenEDGE        | Australie              | en 37 h 30 min 20 s    |
| 2e                     | Sky                    | Royaume-Uni            | + 3 s                  |
| 3e                     | Saxo-Tinkoff           | Danemark               | + 9 s                  |
| modifier               |                        |                        |                        |

## Abandon
- Ted King (Cannondale): hors délais